# Silver Wings
Silver Wings (Brasil: Veneração Extrema / Portugal: Loucuras da Mocidade) é um longa-metragem norte-americano de 1922, do gênero drama, dirigido por John Ford. O filme é considerado perdido.

## Elenco
- Mary Carr
- Lynn Hammond
- Knox Kincaid
- Joseph Monahan
- Maybeth Carr
- Claude Brooke
- Robert Hazelton
- Florence Short
- May Kaiser
- Percy Helton
- Joseph Striker
- Jane Thomas
- Roy Gordon
- Florence Haas
- L. Rogers Lytton
- Ernest Hilliard